# Julius Lessing
Julius Lessing (Stettin, 20 de septiembre de 1843 - Berlín, 14 de marzo de 1908), fue un historiador de arte alemán y el primer director del Berliner Kunstgewerbemuseum (Museo de Artes Decorativas de Berlín).

## Biografía
Lessing estudió filología clásica y arqueología en la universidad Humboldt de Berlín y la universidad de Bonn, después enseñó Historia de las Artes Decorativas en Berlín. En 1872 fue responsable de una gran exposición de arte decorativo en Berlín, que presentó objetos de la colección real, así como artículos de propiedad privada, bajo el patrocinio del príncipe heredero Federico. El éxito de esta exposición fue la ocasión para la fundación del Museo de Artes Decorativas en Berlín, que dirigió Lessing hasta su muerte en 1908. Fue enterrado en el cementerio judío en Friedhof Schönhauser Allee. Fue el abuelo de la fotógrafa Marianne Breslauer.
En 1894 publicó su artículo Neue Wege en la revista Kunstgewerbeblatt, alabando los nuevos materiales en la arquitectura.

## Selección de obras
- Das Kunstgewerbe auf der Wiener Weltausstellung. E. Wasmuth Berlín 1874
- Altorientalische Teppichmuster: Nach Bildern und Originalen des XV. - XVI. Jahrhunderts, Berlín 1877 (republished: Wasmuth 1926); translated into English as Ancient Oriental Carpet Patterns after Pictures and Originals of the Fifteenth and Sixteenth Centuries. Londres: H. Sotheran & Co., 1879
- Berichte von der Pariser Weltausstellung 1878. E. Wasmuth Berlín 1878
- Die Silberarbeiten von Anton Eisenhoit aus Warburg; Lichtdruck von Albert Frisch, Berlín 1879
- Vorbilder-Hefte aus dem Kgl. Kunstgewerbemuseum. Wasmuth, Berlín 1888–1905
- Das Speisezimmer und andere Festgaben, dargebracht Ihren Kaiserlichen und Königlichen Hoheiten dem Kronprinzen und der Kronprinzessin des Deutschen Reiches und von Preussen bei der Feier der Silberhochzeit am 25. Januar 1883 angefertigt unter Mitwirkung des Königl. Kunstgewerbe-Museums zu Berlín. E. Wasmuth Berlín 1886